# Aardbeving Kaohsiung 2016
Op 6 februari 2016 om 03:57 lokale tijd (5 februari 2016, 19:57 UTC) werd Taiwan getroffen door een aardbeving met een momentmagnitude van 6,4. Het epicentrum lag in het Meinongdistrict van Kaohsiung, 28 kilometer ten noordoosten van Pingtung in Zuid-Taiwan, op een diepte van 23,0 kilometer. De aardbeving had een maximale intensiteit van VII ("Zeer sterk") op de schaal van Mercalli en richtte grote schade aan.  De beving werd gevolgd door vijf naschokken.
Twee dagen na de beving waren er 34 doden geborgen. Een week later was het dodental gestegen naar 108.

## Schade
Verschillende steden in Zuid-Taiwan werden zeer zwaar getroffen door de aardbeving. De stad die het zwaarst getroffen werd was Tainan, waar meerdere gebouwen instortten, waaronder zeker één appartementengebouw. Honderden mensen werden bedolven onder het puin. Minstens 23 gebouwen van historische waarde in Tainan werden beschadigd.

### Economische schade
De infrastructuur van Taiwan werd flink getroffen door de aardbeving. De nationale elektriciteitsmaatschappij van Taiwan meldde dat 168.000 huishoudens zonder stroom zaten direct na de aardbeving, maar dat al snel na de aardbeving de meeste huishoudens weer van stroom voorzien waren. De nationale brandweer van Taiwan meldde dat ongeveer 400.000 huishoudens geen stromend water meer hadden. Taiwan High Speed Rail schortte direct na de aardbeving alle treindiensten op tussen het station van Taichung en het station van Zuoying vanwege wijdverspreide schade aan de bovenleidingen en het spoor ten noorden van Tainan. Later op de dag kondigde de treinmaatschappij aan dat ze de treindiensten had hervat tussen Taichung en Chiayi, nadat het spoor op dit traject volledig was gerepareerd.
Een aantal grote Taiwanese bedrijven werden getroffen door de beving. TSMC, een grote Taiwanese producent van halfgeleiders, meldde dat de wafers in hun fabriek in Tainan waren beschadigd, maar dat de tijdige levering van hun producten hierdoor niet al te zeer in het gedrang kwam. United Microelectronics Corporation, een ander groot Taiwanees elektronicabedrijf, deed een bericht uitgaan dat de aardbeving ervoor gezorgd had dat de veiligheidsmechanismen in de fabriek de machines automatisch hadden stilgezet, en dat de machines opnieuw gekalibreerd zouden moesten worden.

## Nasleep

### Reddingsoperaties

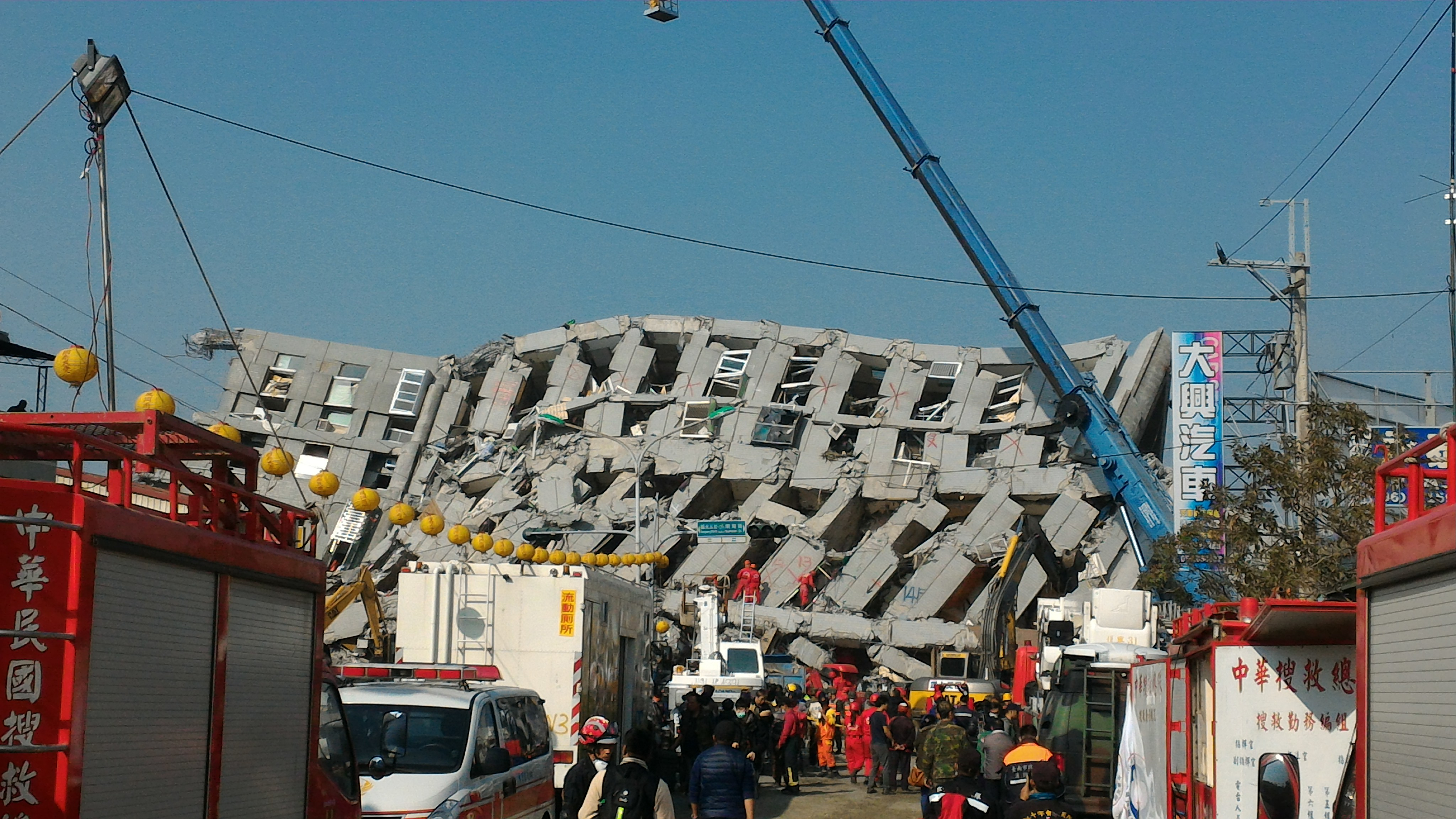
Het 17 verdiepingen tellende ingestorte Weiguan Jinlong-appartementengebouw in het Yongkangdistrict van Tainan.

Het Taiwanese ministerie van binnenlandse zaken zette onmiddellijk het rampenplan in werking om 4 uur 's nachts, kort nadat de beving had plaatsgevonden. Als onderdeel van het rampenplan werd een rampencoördinatiecentrum opgezet, het CEOC. Vanuit dit CEOC coördineerde de Taiwanese president Ma Ying-jeou de reddingsoperaties die al snel op touw werden gezet. De burgemeester van Tainan, Lai Ching-te, bereidde bijna onmiddellijk na de beving een reddingsoperatie voor. De Taiwanese minister-president Chang San-cheng zei zijn oorspronkelijke verplichtingen af, en reisde af naar Tainan. De Taiwanese minister van gezondheid, Ma Ying-jeou, richtte zes regionale rampencoördinatiecentra op.
Het Taiwanese leger werd ingezet bij het bijstaan van de reddingsoperaties in het rampgebied. Het Taiwanese ministerie van defensie bevestigde dat het legereenheden naar het rampgebied had uitgezonden. Deze legereenheden bestonden uit 810 man aan militair personeel, 11 medische teams, 24 opsporing- en reddingsteams en 38 legervoertuigen. Het Taiwanese legerhoofdkwartier, gevestigd in Guiren, stuurde twee helikopters om de getroffen gebieden vanuit de lucht te onderzoeken. Het militair ziekenhuis in Kaohsiung stuurde 30 man aan medisch personeel naar de zwaar getroffen stad Tainan. Het hoofd van de militaire staf van de Taiwanese strijdkrachten, Yen Teh-fa, werd belast met het leiden van een militair commandocentrum dat de reddingsoperaties coördineerde. 1200 bedden werden door het leger ter beschikking gesteld voor mensen die dakloos waren geworden door de aardbeving. Daarnaast werd er ook onderdak geboden aan 1400 mensen in een tijdelijk onderkomen in het vliegveld van Tainan.
Reddingsteams afkomstig uit de Volksrepubliek China en Japan arriveerden respectievelijk op 6 en 7 februari in Tainan.

### Onderzoek
Het Taiwanese ministerie van binnenlandse zaken kondigde een dag na de aardbeving een onderzoek aan naar het instorten van de 17 verdiepingen tellende Weiguan Jinlong-woontoren in Tainan.

## Reacties
De Taiwanese president Ma Ying-jeou zei zijn jaarlijkse nieuwjaarsboodschap af om zich te kunnen richten op de opsporing- en reddingsoperaties. Vanaf de Taipei 101-toren werd de dag na de aardbeving een lichtboodschap geprojecteerd ter nagedachtenis aan de slachtoffers van de aardbeving.
Vertegenwoordigers van de overheden van Japan, Singapore, de Verenigde Staten en de Volksrepubliek China boden hun condoleances aan.